# Fontes (Santa Marta de Penaguião)
Fontes é uma vila portuguesa sede da Freguesia de Fontes do Município de Santa Marta de Penaguião, freguesia com 16,42 km² de área e 662 habitantes (censo de 2021), tendo, por isso, uma densidade populacional de 40,3 hab./km².
A povoação de Fontes foi elevada à categoria de vila em 1999.
Foi vila e sede de concelho até 1836, quando foi integrada no atual concelho.

## Demografia
A população registada nos censos foi:
| Distribuição da População por Grupos Etários | Distribuição da População por Grupos Etários | Distribuição da População por Grupos Etários | Distribuição da População por Grupos Etários | Distribuição da População por Grupos Etários |
| -------------------------------------------- | -------------------------------------------- | -------------------------------------------- | -------------------------------------------- | -------------------------------------------- |
| Ano                                          | 0-14 Anos                                    | 15-24 Anos                                   | 25-64 Anos                                   | > 65 Anos                                    |
| 2001                                         | 123                                          | 161                                          | 514                                          | 289                                          |
| 2011                                         | 95                                           | 73                                           | 392                                          | 275                                          |
| 2021                                         | 59                                           | 58                                           | 291                                          | 254                                          |

## Património
- Igreja Matriz de Fontes;
- Capela de São Sebastião;
- Capela do Espírito Santo, em Tabuadelo;
- Capela da Senhora do Viso;
- Capela de Santo António, em Justos;
- Capela de Santa Maria Madalena, na Póvoa;
- Capela de São João, de Soutelo.